# جون مونتجومري تمبلتون
جون مونتجومري تمبلتون (بالإنجليزية: John Montgomery Templeton)‏ هو شخصية أعمال أسترالي، ولد في 20 مايو 1840، وتوفي في 10 يونيو 1908.